# Mattei Dogan
Mattei Dogan (n. 16 octombrie 1920, Curtea de Argeș, Argeș, România – d. octombrie 2010, Paris, Franța) a fost un sociolog și politolog francez de origine română, ales ca membru de onoare din străinătate al Academiei Române (în 1992).
Locul nașterii cf. https://www.fondationmatteidogan.org/colloque-mattei-dogan-pionnier-de-la-recherche-comparative-internationale-en-sciences-sociales-bucarest-new-europe-college-13-14-decembre-2021/ Arhivat în 13 decembrie 2021, la Wayback Machine. ar fi localitatea Roman. Mattei Dogan a fost profesor universitar inclusiv la Yale University.

## Opera
Mattei Dogan a publicat aproape 200 de cărți, studii și articole dintre care: 
- „Les Françaises face à la politique”
- „Pathways to Power, Comparing Pluralist Democracies”
- “Elite Configurations at the Apex Power”
- “Political Mistrust and Discrediting of Politicians”
- “The Mandarins of Western Europe”
- “The Metropolis Era, Creative Marginality: Innovation at the Intersection of Social Science” - în colaborare cu R. Pahre
- “How to Compare Nation” - în colaborare cu D. Pelassy

În limba română au fost traduse lucrările „Comparații și explicații în știința politică și în sociologie” și „Cum să comparăm națiunile” (în colaborare cu D. Pelassy). 